# Escuts i banderes d'Osona

Escut oficial d'Osona

Els escuts i banderes d'Osona són el conjunt de símbols que representen els municipis d'aquesta comarca.
En aquest article s'hi inclouen els escuts i les banderes oficialitzats per la Generalitat des del 1981 per la conselleria de Governació, que en té la competència.
Pel que fa a l'escut comarcal, cal dir que els aquests s'han creat expressament per representar els Consells i, per extensió, són el símbol de tota la comarca. Alguns són símbols que no segueixen cap paràmetre heràldic; aquest no és el cas, però, de l'escut d'Osona, que ha estat oficialitzat.
No tenen escut ni bandera oficial els municipis de Centelles, Muntanyola, Sant Martí d'Albars, Sant Sadurní d'Osormort, Santa Cecília de Voltregà, Sobremunt i Torelló.

## Escuts oficials

Aiguafreda Publicat al DOGC el 8 de novembre de 1996.
Alpens Aprovat el 2 de gener del 1991.
Balenyà Aprovat el 12 de maig del 1983.
el Brull Publicat al DOGC el 6 de març de 1987.
Calldetenes Publicat al DOGC el 6 de juliol de 1983.
Espinelves Aprovat el 24 de març de 2014.
l'Esquirol Aprovat el 4 de març de 1999.
Folgueroles Publicat al DOGC el 9 de febrer de 2011.
Gurb Publicat al DOGC el 17 de gener de 2011.
Lluçà Aprovat el 25 de febrer de 1997.
Malla Publicat al DOGC el 24 de gener de 1994.
Manlleu Aprovat el 29 d'abril de 1983.
les Masies de Roda Aprovat el 15 de març de 1984.
les Masies de Voltregà Aprovat el 29 de gener de 1981.
Montesquiu Aprovat el 28 de novembre de 1985.
Olost Aprovat el 22 de setembre de 1983.
Orís Aprovat el 24 de maig de 1984.
Oristà Aprovat l'1 d'octubre de 1993.
Perafita Publicat al DOGC el 28 de febrer de 2018.
Prats de Lluçanès Aprovat el 23 de setembre de 1999.
Roda de Ter Publicat al DOGC el 25 d'agost de 1986.
Rupit i Pruit Publicat al DOGC el 23 de febrer de 2007.
Sant Agustí de Lluçanès Aprovat el 9 d'agost del 2000.
Sant Bartomeu del Grau Aprovat el 27 de maig de 1991.
Sant Boi de Lluçanès Aprovat l'1 de març del 2004.
Sant Hipòlit de Voltregà Aprovat el 15 d'abril de 1982.
Sant Julià de Vilatorta Publicat al DOGC el 28 de novembre de 2014.
Sant Martí de Centelles Publicat al DOGC el 6 de juliol de 1983.
EMD de Sant Miquel de Balenyà Publicat al DOGC el 14 de desembre de 2016.
Sant Pere de Torelló Aprovat el 27 de desembre del 2000.
Sant Quirze de Besora Publicat al DOGC el 4 d'octubre de 2010.
Sant Vicenç de Torelló Aprovat el 25 de novembre de 1996.
Santa Eugènia de Berga Aprovat el 20 de febrer de 1987.
Santa Eulàlia de Riuprimer Aprovat el 26 de febrer de 1991.
Santa Maria de Besora Aprovat el 29 de gener de 1987.
Seva Aprovat el 20 de febrer de 1987.
Sora Publicat al DOGC el 22 de juny de 2006.
Taradell Publicat al DOGC el 10 de desembre de 2012.
Tavèrnoles Aprovat el 5 de juliol de 1994.
Tavertet Aprovat el 29 de maig de 1989.
Tona Aprovat el 7 de juny de 2016.
Torelló Escut oficiós.
Vic Aprovat el 8 de juny de 1995.
Vidrà Aprovat el 25 d'octubre de 1984.
Viladrau Publicat al DOGC l'1 de març de 2012.
Vilanova de Sau Publicat al DOGC el 16 d'agost de 2016.

## Banderes oficials

Aiguafreda Publicada al DOGC el 13 de gener de 1998.
Balenyà Publicada al DOGC el 23 de setembre de 1999.
el Brull Publicada al DOGC el 18 d'octubre de 1999.
Calldetenes Publicada al DOGC el 3 de setembre de 1993.
Espinelves Publicada al DOGC el 15 de desembre de 2016.
l'Esquirol Publicada al DOGC l'1 de maig de 2001.
Gurb Publicada al DOGC el 19 de novembre de 2013.
Lluçà Publicada al DOGC el 21 d'octubre de 2002.
Malla Publicada al DOGC l'11 de juny de 1998.
les Masies de Roda Aprovada el 30 d'agost de 2001.
les Masies de Voltregà Publicada al DOGC el 12 de gener de 1990.
Montesquiu Publicada al DOGC el 16 de gener de 1991.
Olost Publicada al DOGC el 9 de juliol de 1999.
Orís Publicada al DOGC el 29 de gener del 2004.
Oristà Publicada al DOGC el 16 de febrer de 2006.
Prats de Lluçanès Publicada al DOGC el 27 de febrer de 2001.
Roda de Ter Publicada al DOGC el 3 de juny de 1994.
Rupit i Pruit Publicada al DOGC el 17 de març de 2008.
Sant Boi de Lluçanès Publicada al DOGC el 21 d'abril de 2006.
Sant Hipòlit de Voltregà Publicada al DOGC l'11 de novembre de 1998.
Sant Julià de Vilatorta Publicat al DOGC el 22 de gener de 2018.
Sant Martí de Centelles Publicada al DOGC el 2 d'agost de 1991.
EMD de Sant Miquel de Balenyà Publicada al DOGC el 19 de febrer de 2021.
Sant Quirze de Besora Publicada al DOGC el 10 de desembre de 2012.
Santa Eulàlia de Riuprimer Publicada al DOGC el 16 de gener de 1991.
Seva Publicada el 19 de maig de 1998.
Sora Publicada al DOGC el 21 de gener de 2008.
Tavèrnoles Publicada al DOGC el 17 de gener de 2013.
Tona Publicada al DOGC el 22 de gener de 2018.
Vic Bandera oficiosa.
Vidrà Publicada al DOGC el 20 d'abril del 1994.
Viladrau Publicada al DOGC el 18 de juliol del 2013.
Vilanova de Sau Publicada al DOGC el 2 de maig de 2017.